# Michihiro Tsuruta
Michihiro Tsuruta (鶴田 道弘 Tsuruta Michihiro?,  nacido el 4 de enero de 1968 en Aichi) es un exfutbolista japonés. Jugaba de centrocampista y su último club fue el Ventforet Kofu de Japón.

## Trayectoria

### Clubes
| Club                 | País  | Año         |
| -------------------- | ----- | ----------- |
| Nagoya Grampus Eight | Japón | 1990 - 1994 |
| Vissel Kobe          | Japón | 1995 - 1996 |
| Ventforet Kofu       | Japón | 2000        |